# Castell de Nyer
El Castell de Nyer és una edificació defensiva medieval del poble de Nyer, de la comuna del mateix nom, a la comarca del Conflent, de la Catalunya del Nord.
És al bell mig del poble de Nyer, a prop a llevant de l'església de Sant Jaume de Nyer. És en el carrer del Castell.